# 天行者家族
天行者家族（英語：Skywalker family）是一個在《星球大戰》系列裡出現的家庭。天行者家族擁有強大的原力，他們也是《星球大戰》裡出現的主要角色。
盧卡斯影業總裁凱斯琳·甘迺迪在2015年時表示：天行者家族是《星際大戰》系列貫穿始終的主線。

## 家族成员
- 西蜜·天行者
- 安纳金天行者
- 卢克天行者
- 莉亚公主
- 班索羅